# Livia Medullina
(Furia) Livia Medullina Camilla fut la seconde fiancée du jeune Claude. Elle décède le jour de leur mariage.

## Biographie
Elle est la fille de Marcus Furius Camillus, consul en l'an 8 et ami proche de l'empereur Tibère. Son frère, adopté par Lucius Arruntius, consul en 6 apr. J.-C., change son nom en Lucius Arruntius Camillus Scribonianus. Il devient consul en 32 apr. J.-C. avec Gnaeus Domitius Ahenobarbus (le père biologique de Néron).
Livia Medullina est fiancée à Claude.
L'auteur romain Suétone dans Vies des douze Césars déclare que Medullina est tombée malade de façon inattendue et est décédée le jour de son mariage avec Claude, probablement vers l'an 9 ou 10 après J.-C. En plus du passage de Suétone, une inscription trouvée sur le territoire de Velitrae à la fin du 18e siècle mentionne les fiançailles de Medullina et de Claude : « Medullinae, Camilli f(iliae), /Ti. Claudi Neronis / Germanici sponsae /Acratus l(ibertus) paedagogus ».